# Аллалу, Мохамед
Мохамед Аллалу (араб. محمد علالو‎, род. 28 сентября 1973 года, Алжир) — алжирский боксёр, бронзовый призёр Олимпийских игр 2000 года.
Принимал участие в двух олимпийских турнирах. На Играх 1996 года дошёл до четвертьфинала, где после побед над кенийцем Питером Булингой и поляком Яцеком Бьельски уступил тунисцу Фетхи Миссауи.
Через четыре года в Сиднее победил чеха Лукаша Конечны, ганца Бена Никуайе и итальянца Свена Париза, проиграв в полуфинале представителю Узбекистана Мухаммадкадыру Абдуллаеву. Третью ступень на пьедестале почёта разделил с кубинцем Диогенесом Луной.
В 1999 году стал серебряным призёром Всеафриканских игр в Йоханнесбурге, в 2001 году завоевал такую же медаль на Средиземноморских играх в Тунисе.